# Copa de las Naciones de la OFC de Fútbol Playa 2023
La Copa de las Naciones de la OFC de Fútbol Playa 2023 fue la séptima edición de la competición. Se disputó en Papeete, Tahití del 22 al 26 de agosto de 2023.
El torneo definió el representante oceánico en la Copa Mundial de Fútbol Playa FIFA 2023.

## Participantes
| Islas Salomón | Fiyi   |
| Tonga         | Tahití |

## Sede
El torneo se celebra en Papeete, en el estadio Aorai Tini Hau.

## Sistema de competición
Las selecciones juegan con el sistema de todos contra todos, el tercer y cuarto puesto juegan un partido por el tercer lugar y los dos primeros juegan la final. El equipo ganador clasifica a la Copa del Mundo.

## Clasificación
| Pos. | Equipo        | Pts. | PJ | G | W+ | WP | P | GF | GC | Dif. | Clasificación |
| ---- | ------------- | ---- | -- | - | -- | -- | - | -- | -- | ---- | ------------- |
| 1    | Tahití (H)    | 9    | 3  | 3 | 0  | 0  | 0 | 41 | 9  | +32  | Final         |
| 2    | Islas Salomón | 6    | 3  | 2 | 0  | 0  | 1 | 24 | 16 | +8   | Final         |
| 3    | Fiyi          | 3    | 3  | 1 | 0  | 0  | 2 | 27 | 14 | +13  | Tercer Lugar  |
| 4    | Tonga         | 0    | 3  | 0 | 0  | 0  | 3 | 9  | 62 | −53  | Tercer Lugar  |

 Fuente: OFC

## Fixture
| Fecha                       | Lugar   |               |                               | Resultado |                               |               |
| --------------------------- | ------- | ------------- | ----------------------------- | --------- | ----------------------------- | ------------- |
| 22 de agosto de 2023, 14:00 | Papeete | Fiyi          | Bandera de Fiyi               | 3:6       | Bandera de Islas Salomón      | Islas Salomón |
| 22 de agosto de 2023, 16:00 | Papeete | Tahití        | Bandera de Polinesia Francesa | 26:3      | Bandera de Tonga              | Tonga         |
| 23 de agosto de 2023, 14:00 | Papeete | Tonga         | Bandera de Tonga              | 3:21      | Bandera de Fiyi               | Fiyi          |
| 23 de agosto de 2023, 16:00 | Papeete | Islas Salomón | Bandera de Islas Salomón      | 3:10      | Bandera de Polinesia Francesa | Tahití        |
| 24 de agosto de 2023, 14:00 | Papeete | Islas Salomón | Bandera de Islas Salomón      | 15:3      | Bandera de Tonga              | Tonga         |
| 24 de agosto de 2023, 16:00 | Papeete | Tahití        | Bandera de Polinesia Francesa | 5:3       | Bandera de Fiyi               | Fiyi          |

## Segunda fase

### Tercer lugar
| Fecha                       | Lugar   |      |                 | Resultado |                  |       |
| --------------------------- | ------- | ---- | --------------- | --------- | ---------------- | ----- |
| 26 de agosto de 2023, 14:00 | Papeete | Fiyi | Bandera de Fiyi | 12:0      | Bandera de Tonga | Tonga |

### Final
| Fecha                       | Lugar   |        |                               | Resultado |                          |               |
| --------------------------- | ------- | ------ | ----------------------------- | --------- | ------------------------ | ------------- |
| 26 de agosto de 2023, 16:00 | Papeete | Tahití | Bandera de Polinesia Francesa | 7:0       | Bandera de Islas Salomón | Islas Salomón |

## Clasificado a laCopa Mundial de Fútbol Playa FIFA 2023
| Bandera de Polinesia Francesa |
| Campeón Tahití                |
| 3º título                     |

## Goleadores
| Jugador              | Selección | Goles |
| -------------------- | --------- | ----- |
| Gabiriele Matanisiga | Fiyi      | 12    |
| Patrick Tepa         | Tahití    | 7     |
| Heirauarii Salem     | Tahití    | 7     |
| Rainui Tze-Yu        | Tahití    | 7     |
| Rusiate Matarerega   | Fiyi      | 6     |